# 哈斯特布拉夫

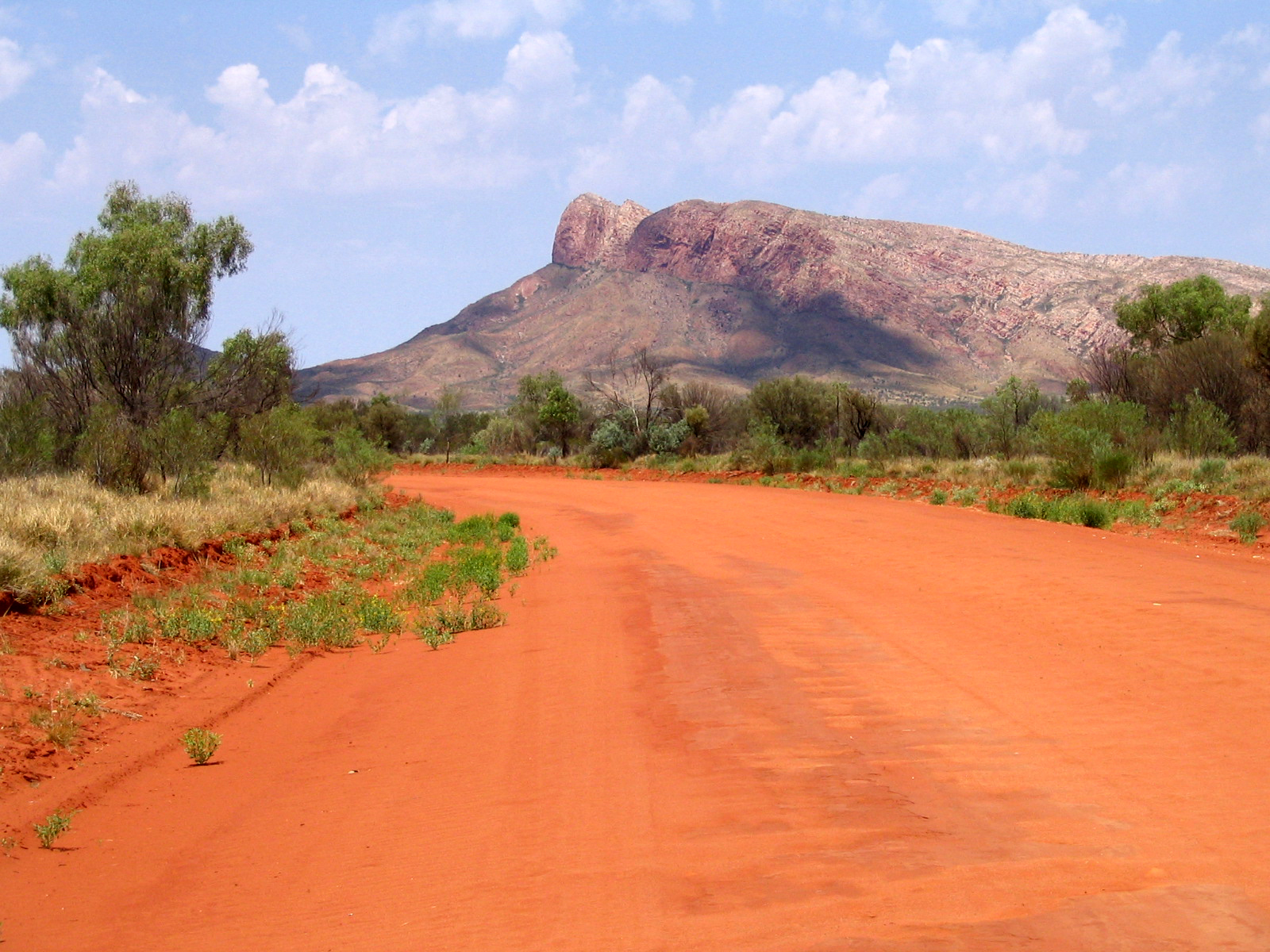
澳大利亞北領地愛麗絲泉西部的哈斯特布拉夫

哈斯特布拉夫（Haasts Bluff），又稱伊昆吉（Ikuntji），是澳大利亞北領地中部地區的一個澳大利亞原住民社區。該社區位于麥克唐奈郡地方政府區域，距離愛麗絲泉以西227（141英里）。根據2006年人口普查，包括週邊定居點在內的社區人口為207人。

## 歷史
哈斯特布拉夫社區得名於附近的山崖，1872年由探險家歐尼斯特·吉爾斯以德國出生的紐西蘭地質學家朱利斯·馮·哈斯特的名字命名。
該地區于1946年建立為路德會傳教站，是西部阿倫特人、賓土比人和皮詹加加拉人的家園。
「芬克河傳教團」一詞最初是赫爾曼斯堡傳教站的別稱，但後來常被用來指代哈斯特布拉夫、阿雷永加以及後來的帕普尼亞的定居點。現在它指的是自1877年在赫爾曼斯堡建立第一個傳教站以來，路德會在中部地區的所有傳教活動。

## 藝術
許多著名的原住民藝術家在哈斯特布拉夫出生、長大或生活過，包括馬金蒂·納帕南卡、 黛西·朱加代·納帕爾佳裡、 瓊基雅·納帕爾佳裡、溫吉雅·納帕爾佳裡、愛琳·納帕爾佳裡、諾拉·安迪·納帕爾佳裡、艾達·安迪·納帕爾佳裡、恩戈亞·波拉德·納帕爾佳裡、莫莉·朱加代·納帕爾佳裡、諾拉·尼爾森·納帕爾佳裡、桃莉絲·布希·農加萊、比爾·威士卡·賈帕爾吉裡、 以及土耳其托爾森·賈普拉。